# Suicídio na Gronelândia
O suicídio na Gronelândia, um país autônomo (em groenlandês/gronelandês:  nuna, em dinamarquês:  land) no Reino da Dinamarca, é uma questão social nacional significativa. A Gronelândia tem a maior taxa de suicídio do mundo: relatórios entre 1985 e 2012 mostraram que uma média de 83 pessoas em 100.000 cometiam suicídio anualmente, mais de duas vezes a taxa do segundo país colocado, a Lituânia .
A Gronelândia é cultural e geograficamente isolada, bem como uma das nações mais frias e menos populosas do mundo. Embora fatores como esses tenham contribuído para questões relacionadas com o suicídio, ainda não está claro se eles têm uma influência direta sobre os suicídios na Gronelândia ou em que grau. Uma série de iniciativas diferentes foram tomadas para reduzir a taxa de suicídio no país, incluindo cartazes na beira das estradas, e uma estratégia nacional de prevenção do suicídio foi iniciada envolvendo cursos, educação geral, divulgação em comunidades locais e envolvendo profissionais como professores, assistentes sociais e médicos.

## História
A taxa de suicídio na Gronelândia começou a aumentar na década de 1970 e continuou a aumentar até 1986. Em 1986, o suicídio tornou-se a principal causa de morte entre jovens em várias cidades, como Sarfannguit . Em 1970, a taxa de suicídio na Gronelândia era historicamente muito baixa, mas entre 1990-1994, tornou-se uma das mais altas do mundo, com 107 por 100.000 pessoas morrendo por suicídio em cada ano. Um aumento similarmente abrupto nas taxas de suicídio foi também observada entre os Inuit no Canadá . Dados do governo da Gronelândia relatados em 2010 sugerem que quase um suicídio ocorreu por semana.
Métodos de suicídio na Gronelândia (baseado num estudo de 1286 casos)

## Incidência e variação
Um artigo publicado na revista BMC Psychiatry em 2009 relatou que um total de 1.351 suicídios ocorreram na Gronelândia durante um período de estudo de 35 anos, de 1968 a 2002. O estudo observou uma variação significativa da taxa de suicídio em relação à temporada, caracterizada por picos em junho e baixas no inverno. O agrupamento de suicídios nos meses de verão foi mais pronunciado nas áreas ao norte do Círculo Polar Ártico .  Variações regionais também foram observadas com taxas de suicídio nas zonas norte da Gronelândia ocidental sendo mais altas do que nas zonas sul.
As taxas de suicídio são mais altas para os homens do que para as mulheres. Entre os que morrem por suicídio, a maior parte são jovens entre os 15 e os 24 anos. Ao contrário de outros países ocidentais, a taxa de suicídio na Gronelândia diminui com a idade.

## Motivos
Diversos motivos são atribuídos ao alto índice de suicídio da Gronelândia, incluindo alcoolismo, depressão, pobreza, relacionamento conflituoso com o cônjuge, lares parentais disfuncionais, etc. De acordo com um relatório publicado em 2009, a taxa de suicídio na Gronelândia aumenta durante o verão. Os pesquisadores culparam a insónia causada pela luz do dia incessante.
O choque cultural entre a cultura Inuit tradicional e a cultura ocidental moderna também é considerado um fator contribuinte.

## Métodos
Métodos violentos foram usados em 95% das mortes por suicídio. Os métodos mais comuns foram enforcamento (46%) e tiro (37%);  outros métodos, como saltar de elevadas alturas, cortar-se com objetos pontiagudos, afogamento, overdose por medicamentos e envenenamento também foram usados, mas com menos frequência.

## Prevenção do suicídio
O governo da Gronelândia e organizações internacionais e nacionais empreenderam esforços e iniciativas para prevenir suicídios . Existem associações que dão apoio a pessoas que se sentem suicidas. As medidas incluem cartazes colocados ao longo das estradas, onde se lê: "A chamada é gratuita. Ninguém está sozinho. Não fique sozinho com seus pensamentos sombrios. Ligue. " Os consultores do suicídio mostram filmes que desencorajam as tentativas de suicídio em adolescentes. A primeira estratégia nacional de prevenção do suicídio foi iniciada em 2005, seguida de outra em 2013 que envolve cursos, educação, comunidades locais e profissionais (como professores, assistentes sociais e médicos). Ela também destacou uma série de locais onde mais estudos são necessários.